# Skottsjön, Hälsingland
Skottsjön är en sjö i Hudiksvalls kommun i Hälsingland och ingår i Harmångersån-Delångersåns kustområde. Sjön är 12 meter djup, har en yta på 0,111 kvadratkilometer och befinner sig 8 meter över havet.

## Delavrinningsområde
Skottsjön ingår i det delavrinningsområde (684869-157506) som SMHI kallar för Utloppet av Drevisfjärden. Medelhöjden är 25 meter över havet och ytan är 11,08 kvadratkilometer. Räknas de 11 avrinningsområdena uppströms in blir den ackumulerade arean 87,79 kvadratkilometer. Avrinningsområdets utflöde Hallstaån mynnar i havet. Avrinningsområdet består mestadels av skog (75 procent). Avrinningsområdet har 1,16 kvadratkilometer vattenytor vilket ger det en sjöprocent på 10,4 procent.